# (5373) 1988 VV3
1988 في في 3 (ويعرف أيضًا باسم (5373) 1988 في في 3 وفق تسمية الكوكب الصغير) (بالإنجليزية: 1988 VV3)‏ هو كويكب ضمن حزام الكويكبات؛ وترتيبه 5373 من حيث الاكتشاف.
اكتُشف هذا الجُرم الفلكي بواسطة هيروشي كانيدا في 14 نوفمبر 1988.

## وصلات خارجية
- (5373) 1988 VV3 في قاعدة بيانات مختبر الدفع النفاث لأجرام النظام الشمسي الصغيرة

- الاكتشاف · مخطط المدار ·  العناصر المدارية · المعلمات المادية

- (5373) 1988 VV3 على موقع ويكي سكاي: DSS2, SDSS, GALEX, IRAS, Hydrogen α, X-Ray, Astrophoto, Sky Map, Articles and images